# Andrij Tolopko
Andrij Tolopko (ukrainisch Андрій Толопко; * 27. Januar 1991 in Lemberg) ist ein ukrainischer Naturbahnrodler. Er startet seit der Saison 2009/2010 im Weltcup sowie bei Welt- und Europameisterschaften.

## Karriere
Andrij Tolopko bestritt seine ersten internationalen Rennen in der Saison 2009/2010. Er nahm an den ersten drei Weltcuprennen des Winters teil, wurde zweimal 31. und einmal 33. und kam im Gesamtweltcup der Saison 2009/2010 auf Rang 43, punktegleich mit seinem Landsmann Ihor Senjuk sowie dem Rumänen Cosmin Codin. Anschließend nahm er an der Europameisterschaft 2010 in St. Sebastian teil. Dort startete er allerdings nicht wie im Weltcup im Einsitzer, sondern zusammen mit Marjan Husner im Doppelsitzer. Das Paar wurde jedoch disqualifiziert. Andrij Tolopko und Marjan Husner nahmen zusammen mit Julija Melnyk auch am Mannschaftswettbewerb teil und belegten unter zehn Teams den neunten Platz.
Zu Beginn der Saison 2010/2011 erreichte Tolopko in Nowouralsk mit den Plätzen 23 und 22 zwar seine bisher besten Weltcupergebnisse, doch kam er in dem relativ kleinen Starterfeld jeweils nur als Letzter ins Ziel. Nachdem er an den nächsten beiden Weltcuprennen nicht teilgenommen hatte, ließ er am Saisonende mit zwei 28. Plätzen in Unterammergau und Olang bis zu fünf Rodler hinter sich. Im Gesamtweltcup verbesserte er sich auf Rang 26. Bei der Weltmeisterschaft 2011 in Umhausen schied Tolopko im zweiten Wertungslauf aus. Bei der eine Woche später stattfindenden Junioreneuropameisterschaft 2011 in Laas fuhr er unter 29 gewerteten Rodlern auf Platz 25.
In der Saison 2011/2012 war Tolopkos bestes Weltcupergebnis im Einsitzer der 25. Platz in Nowouralsk. Im Gesamtweltcup wurde er 33. Erstmals nahm er in diesem Winter zusammen mit Marjan Husner auch an Weltcuprennen im Doppelsitzer teil. Mit Platzierungen knapp hinter den Top 10 kam das Duo aber meist nur am Ende des Feldes ins Ziel. Im Gesamtweltcup belegten sie den elften Platz. Bei der Europameisterschaft 2012 in Nowouralsk schied Tolopko im Einsitzer im dritten Wertungslauf aus. Mit Husner belegte er im Doppelsitzer den zehnten und letzten Platz und im Mannschaftswettbewerb zusammen mit den beiden türkischen Einsitzern Asuman Bayrak und İsa Güzeloğlu den neunten und ebenfalls letzten Platz.

## Erfolge

### Europameisterschaften
- St. Sebastian 2010: 9. Mannschaft
- Nowouralsk 2012: 10. Doppelsitzer (mit Marjan Husner), 9. Mannschaft

### Junioreneuropameisterschaften
- Laas 2011: 25. Einsitzer

### Weltcup
- Einmal unter den besten 30 im Einsitzer-Gesamtweltcup
- Drei Top-25-Platzierungen in Einsitzer-Weltcuprennen